# 俄亥俄州第一國會選區
俄亥俄州第一國會選區是美國在俄亥俄州的眾議院選區之一。當前眾議員為格雷格·蘭斯曼。